# Dziembrów
Dziembrów (białorus. Дэмбрава, Dembrawa, ros. Демброво, Diembrowo) – wieś (dawniej miasteczko) na Białorusi w obwodzie grodzieńskim, centrum administracyjne miejscowego sielsowietu. Miejscowość położona jest nad rzeką Spuszą koło Szczuczyna.
Działają tu dwie parafie – prawosławna (pw. św. Jana Teologa) i rzymskokatolicka (pw. Trójcy Przenajświętszej).
Miejscowość była siedzibą gminy Dziembrów.
W latach II Rzeczypospolitej miejscowość należała do powiatu lidzkiego (do 1929 r.), a następnie do powiatu szczuczyńskiego w województwie nowogródzkim.

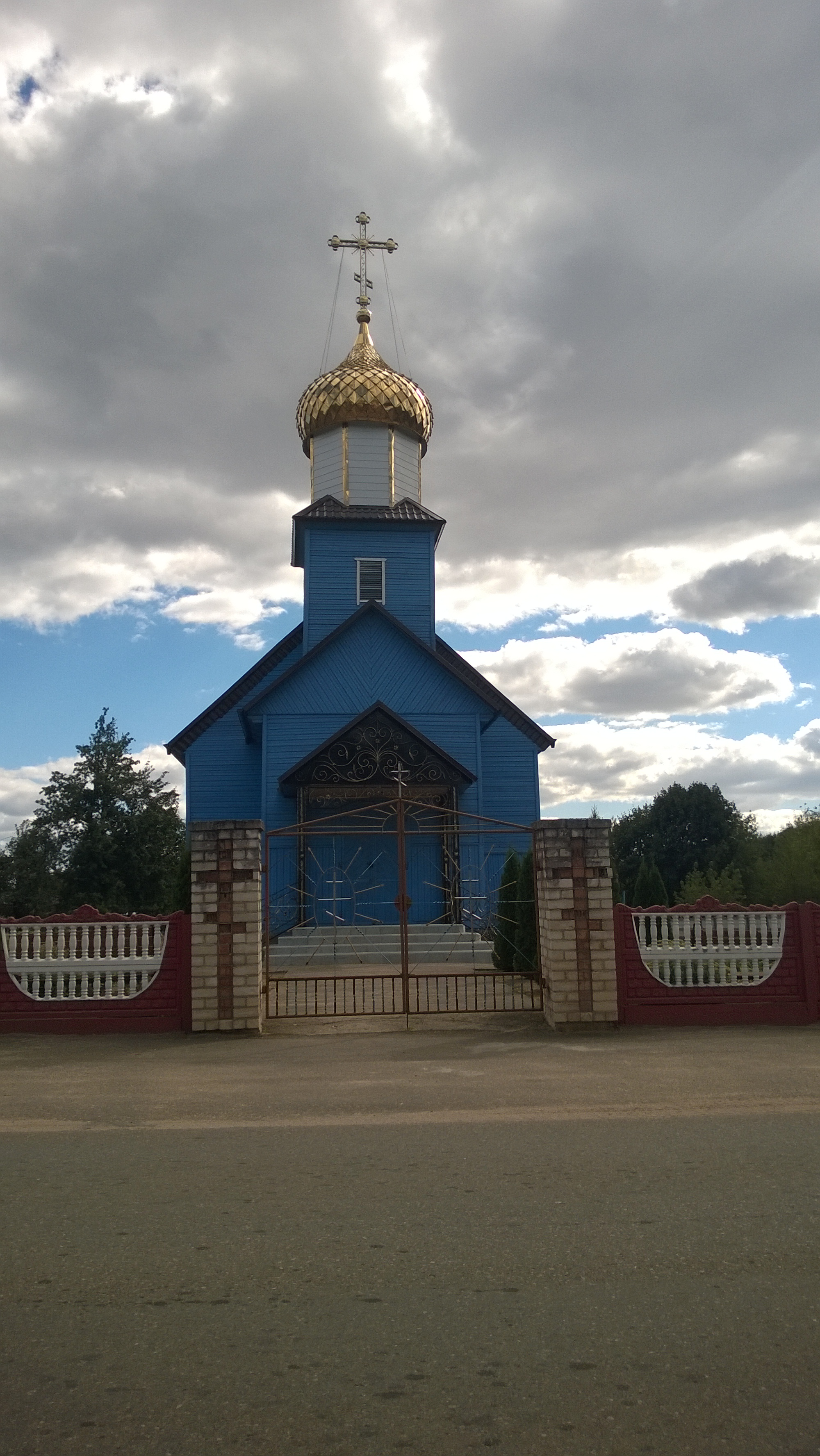
Cerkiew św. Jana Teologa

## Urodzeni w Dziembrowie
- Bolesław Lisowski - polski rolnik, polityk, poseł na Sejm Litwy Środkowej i na Sejm Ustawodawczy[3].
- Hiacynt Alchimowicz - polski malarz klasycystyczny i uczestnik powstania styczniowego.
- Kazimierz Alchimowicz - polski malarz, rzeźbiarz i uczestnik powstania styczniowego